# Gruoch di Scozia
Gruoch di Scozia (in gaelico Gruoch ingen Boite; fl. XI secolo) è stata una nobile e regina scozzese.

## Vita
Nipote di Kenneth III di Scozia e quindi nobile di nascita, fu moglie di un re (Macbeth) e madre di un altro (Lulach).
Non si conoscono con esattezza le date di nascita e di morte. Prima del 1032 Gruoch era sposata con Gille Coemgáin, mormaer di Moray, con il quale ebbe almeno un figlio, Lulach mac Gille Coemgáin, futuro re di Scozia. Gille Coemgáin venne infatti ucciso nel 1032, bruciato in una sala con cinquanta dei suoi uomini, e Gruoch rimase vedova.
Sposò quindi Macbeth mac Findlaich, divenendo in seguito regina consorte di Scozia. Non si conosce la data del matrimonio e non si conoscono figli nati dalla loro unione (che, data l'ascesa del suo figliastro al trono dopo la morte del secondo marito, probabilmente non ci furono).
La vita di Gruoch è stata il modello per William Shakespeare per creare il sinistro personaggio di Lady Macbeth.

## Ascendenza
|                       |   |   | Genitori |  |  | Nonni |  |  | Bisnonni       |  |  | Trisnonni           |  |
|                       |   |   |          |  |  |       |  |  | Dubh di Scozia |  |  | Malcolm I di Scozia |  |
|                       |   |   |          |  |  |       |  |  | Dubh di Scozia |  |  | Malcolm I di Scozia |  |
|                       |   | … |          |  |  |       |  |  | Dubh di Scozia |  |  |                     |  |
| Kenneth III di Scozia |   |   |          |  |  |       |  |  | Dubh di Scozia |  |  |                     |  |
|                       |   | … | …        |  |  |       |  |  |                |  |  |                     |  |
|                       |   | … | …        |  |  |       |  |  |                |  |  |                     |  |
|                       |   | … | …        |  |  |       |  |  |                |  |  |                     |  |
| Boite mac Cináeda     |   | … |          |  |  |       |  |  |                |  |  |                     |  |
|                       |   | … | …        |  |  |       |  |  |                |  |  |                     |  |
|                       |   | … | …        |  |  |       |  |  |                |  |  |                     |  |
|                       |   | … | …        |  |  |       |  |  |                |  |  |                     |  |
| …                     |   | … |          |  |  |       |  |  |                |  |  |                     |  |
|                       |   | … | …        |  |  |       |  |  |                |  |  |                     |  |
|                       |   | … | …        |  |  |       |  |  |                |  |  |                     |  |
|                       |   | … | …        |  |  |       |  |  |                |  |  |                     |  |
| Gruoch di Scozia      |   | … |          |  |  |       |  |  |                |  |  |                     |  |
|                       | … | … |          |  |  |       |  |  |                |  |  |                     |  |
|                       | … | … |          |  |  |       |  |  |                |  |  |                     |  |
|                       | … | … |          |  |  |       |  |  |                |  |  |                     |  |
| …                     | … |   |          |  |  |       |  |  |                |  |  |                     |  |
|                       |   | … | …        |  |  |       |  |  |                |  |  |                     |  |
|                       |   | … | …        |  |  |       |  |  |                |  |  |                     |  |
|                       |   | … | …        |  |  |       |  |  |                |  |  |                     |  |
| …                     |   | … |          |  |  |       |  |  |                |  |  |                     |  |
|                       |   | … | …        |  |  |       |  |  |                |  |  |                     |  |
|                       |   | … | …        |  |  |       |  |  |                |  |  |                     |  |
|                       |   | … | …        |  |  |       |  |  |                |  |  |                     |  |
| …                     |   | … |          |  |  |       |  |  |                |  |  |                     |  |
|                       |   | … | …        |  |  |       |  |  |                |  |  |                     |  |
|                       |   | … | …        |  |  |       |  |  |                |  |  |                     |  |
|                       |   | … | …        |  |  |       |  |  |                |  |  |                     |  |
|                       |   | … |          |  |  |       |  |  |                |  |  |                     |  |